# Wheel of Fortune (Lied)
Wheel of Fortune ist ein Popsong und die Debütsingle der schwedischen Popband Ace of Base. Er wurde erstmals im April 1992 in den nordischen Ländern beim dänischen Label Mega Records als erste Single ihres ersten Albums Happy Nation veröffentlicht. 

## Stil und Entstehung
Wheel of Fortune ist ein Dance-Pop-Song mit Reggae-Einflüssen. Das Lied wurde von Jonas Berggren und Ulf Ekberg geschrieben sowie von den beiden gemeinsam mit T.O.E.C. produziert. Es wurde im Studio Decibel in Stockholm, Schweden, für ein Budget von 30.000 SEK aufgenommen.

## Rezeption
Der Song wurde erstmals im April 1992 in den nordischen Ländern von Mega Records als erste Single ihres ersten Albums Happy Nation herausgebracht. Sie schaffte es nicht in die Charts, als sie 1992 veröffentlicht wurde. Der Song wurde am 2. April 1993 nach dem Erfolg von All That She Wants weltweit erneut veröffentlicht. Die Single erreichte, nachdem Radiosender und Clubs damit begonnen hatten, sie zu spielen, die Top 10 in Österreich, Belgien, Dänemark, Deutschland, den Niederlanden, Norwegen, Spanien und der Schweiz. Die Top 20 erreichte sie in Finnland, Island, Irland und Großbritannien. In den Eurochart Hot 100 erreichte sie Platz fünf.
Das Lied erreichte Platz eins in Norwegen sowie in Dänemark und den Niederlanden Platz zwei.
In Deutschland erreichte Wheel of Fortune Rang vier der Singlecharts und platzierte sich 15 Wochen in den Top 10 sowie 26 Wochen in den Top 100. Die Single wurde zum zweiten Top-10-Erfolg der Band und wurde vom BVMI für über 250.000 verkaufter Einheiten mit einer Goldenen Schallplatte ausgezeichnet. 1993 belegte die Single Rang 13 der deutschen Single-Jahrescharts. In den deutschen Airplaycharts konnte sich Wheel of Fortune drei Wochen an der Chartspitze platzieren.